# 优黄酸
优黄酸（也称为优黄原酸、印度黄酸、印黄酸）是一种有机化合物，化学式C19H16O10，属于呫吨酮类化合物，是优呫吨酮与葡萄糖醛酸形成的糖苷，其镁盐是色素印度黄的主要着色剂。